# Ohre
El río Ohre es un río en el norte de Alemania, tributario del río Elba por la margen izquierda. Su longitud es de 103 km. Nace al norte de Wolfsburg, en Baja Sajonia. Fluye mayormente hacia el sudeste. Al comienzo sigue el límite entre Baja Sajonia y Sajonia-Anhalt. Luego de Brome, discurre completamente dentro de Sajonia-Anhalt, paralelo al canal Weser-Elba. Desemboca en el Elba en Rogätz, al norte de Magdeburgo. Pueblos y ciudades sobre el Ohre incluyen a Brome, Calvörde, Haldensleben y Wolmirstedt. Atraviesa la reserva natural de Drömling.
- Datos: Q695628
- Multimedia: Ohre / Q695628